# Margrabia brandenburski

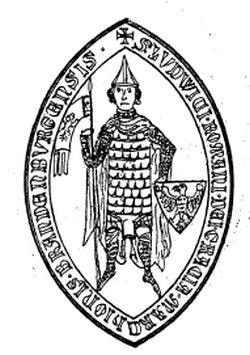
Ludwik VI Rzymianin

Margrabia Brandenburski (niem. Markgraf von Brandenburg) – w średniowieczu zwierzchnik Marchii Brandenburskiej, później niemiecki tytuł arystokratyczny.
Tytulatura funkcjonowała od roku 1157 i została zastąpiona tytułem elektora i komornika Świętego Cesarstwa Rzymskiego na mocy Złotej bulli z roku 1356.
Za pierwszego margrabię uznaje się Albrechta Niedźwiedzia z dynastii askańksiej, który utworzył Marchię Brandenburską w 1157 r. z podbitych ziem Słowian (m.in ziem Połabian) i Marchii Północnej.
Ostatnim margrabią brandenburskim był Ludwik VI Rzymianin.